# Сосновый Бор (Шатковский район)
Сосно́вый Бор — посёлок в Шатковском районе Нижегородской области. Входит в состав Силинского сельсовета.

## География
Посёлок располагается на левом берегу реки Тёши.

## История
В 1965 г. Указом Президиума ВС РСФСР поселок участка № 4 совхоза «Власть Советов» переименован в Сосновый Бор.

## Население
| 2002 | 2010 |
| ---- | ---- |
| 96   | ↘77  |